# Otis Elevator Company
„Otis Elevator Company“ е една от най-старите и големи компании, производители на подемно оборудване (ескалатори, асансьори и движещи се пътеки).

## История
Основана е през 1853 г. в Ню-Йорк от Илайша Отис, който пръв е разработил принципа на безопасния асансьор – асансьор, снабден със специален механизъм, блокиращ кабината при късане на носещото въже.
Подемно оборудване на фирмата Otis е монтирано в много високи постройки, включително на Айфеловата кула, Емпайър Стейт Билдинг, Кулите Петронас, CN Tower, Burj Khalifa. Към 2009 г. асансьорите и ескалаторите на Otis са най-разпространените в света.
През 1976 г. Otis е купена от финансово-индустриалната група United Technologies.
През януари 2011 г. компанията купува 100% дял в петербургската компания RSU № 3, която е една от трите най-големи компании в Санкт Петербург в обслужването на асансьорно оборудване.
През 2018 г. United Technologies обявява намерението си да отдели Otis Elevator като независима компания.
През юли 2022 г. компанията за производство на асансьори Otis продава бизнеса си в Русия на холдинга S8 Capital на Армен Саркисян, производството на асансьори е възобновено в края на 2022 г. под името „Meteor Lift“.